# セクシーの夜
『セクシーの夜』（イタリア語: Sexy al neon）は、1962年（昭和37年）のイタリア・フランス合作映画である。日本では同年12月23日、東和が配給して公開された。
いわゆる「夜モノシリーズ」の一篇だが、人気の方も若干下り坂の時期に公開され、お色気重視に関わらず『ヨーロッパの夜』を超える興行成績は無理だったものの関連商品や関連本などは今でも高値でオークションなどでは取引されている位人気はある。

## スタッフ
- 監督 : エットーレ・フェッキ（イタリア語版）
- 脚本 : ジョルジュ・タベ（フランス語版）、アンドレ・タベ（フランス語版）
- 撮影 : エリコ・メンツェル（英語版）
- 編集 : マウリツィオ・ルチーディ
- 音楽 : マルチェッロ・ジョンビーニ（イタリア語版）